# 孙万荣
孫萬榮（7世纪？—697年），是7世纪末契丹族的首领。《新唐书》作孙敖曹之孙，《旧唐书》作孙敖曹曾孙。
唐朝垂拱初年，官至右玉钤卫将军、归诚州刺史，封永乐县公。万岁通天元年（696年），因与武周地方官员龃龉，怨营州都督赵文翙视契丹酋长如奴仆，对契丹灾馑不加赈给，于是跟随他的妹夫契丹松漠都督李尽忠杀赵文翙反抗武周，占据营州（今辽宁朝阳市），拥尽忠为“无上可汗”，自任为帅，做先锋，所攻皆胜，数日，兵至数万。攻崇州（今辽宁朝阳市东北），生擒龙山军讨击副使许饮寂，侵略河北。武则天把他的名字改为孫萬斩。八月，大败左鹰扬将军曹仁师等二十八将在西硖石黄獐谷（今河北卢龙县、昌黎县之间），用飞索擒获右金吾卫大将军张玄遇、司农少卿麻仁节。他善施计谋，破营州后，假称缺粮，计诱周兵轻敌深入，途中伏击，大败周兵。继攻平州（今河北卢龙县），未克。领兵夜袭檀州（今北京密云区），被清边道副总管张九节招募死士所败。
不久后至十月，李尽忠病死，孫萬榮接替了他的位置，多次大败武周军队。以何阿小、骆务整为先锋，攻陷冀州（今河北冀州市），斩刺史陆宝积。万岁通天二年（697年）三月，清边道总管王孝杰、苏宏晖等将兵十七万与孙万荣战于东硖石谷（今河北卢龙县附近），即东硖石谷之战，武周兵大败，王孝杰坠崖而死。孫萬榮再攻幽州（今北京市）、瀛州（今河北河间市）、赵州（今河北赵县）。四月，武则天以右金吾卫大将军武懿宗为神兵道行军大总管，与右豹韬卫将军何迦密将兵击契丹。五月，又以娄师德为清边道副大总管，右武威卫将军沙吒忠义为前军总管，将兵二十万击契丹。六月，后突厥默啜可汗应武周之邀进攻契丹，又遭神兵道总管杨玄基与奚族兵夹击，孙万荣兵败，上将何阿小被擒、李楷固、骆务整降周。孫萬榮东逃，遭前军总管张九节三面伏击，又败，与奴仆逃到潞水（今北京通州区以下的北运河）东，在树下解鞍休息时说自己罪大，无法归武周，即使投靠突厥和新罗也一定会死，不知去何处。于是被奴仆斩首，首级被前军总管张九节送到东都枭于四方馆门。契丹归附突厥，契丹之乱平定。